# Wilfredo García (Fotograf)
Wilfredo García Domenech, auch Wifredo García Domenech, (* 15. Juni 1935 in Barcelona; † 1. September 1988 in Santo Domingo) war ein dominikanischer Fotograf.
García studierte bis 1955 Chemie und Pharmazie an der Universidad Autónoma de Santo Domingo. Es schloss sich ein Postgraduiertenstudium der Ernährungswissenschaft und Lebensmittelanalyse an der University of Kansas an. Er war Professor für Fotografie an der Universidad Autónoma de Santo Domingo und der Universidad Pedro Henríquez Ureña. Er gründete die Fotografengruppen Jueves 68 und Fotogrupo (1977) sowie die Casa Fotográfica de Wifredo García, eine Institution, die als Museum, Schule, Laboratorium und Ausstellungshaus fungierte.
Garcías Werke wurden in Spanien, Frankreich, Mexiko, Panama, Kolumbien, den USA, Puerto Rico, Italien, der Schweiz, Deutschland, Belgien, den Niederlanden, England, Nicaragua, Peru, Ecuador, Kuba und Martinique ausgestellt und finden sich in den ständigen Sammlungen des Musée de l’Homme in Paris, der Galería de Arte Moderno in Santo Domingo, des Museo del Hombre Dominicano und des Museo de las Casas Reales. Er wurde vielfach ausgezeichnet; u. a. erhielt er den Ersten Preis für Farbfotografie beim Concurso Abelardo Rodríguez Urdaneta in Spanien (1981), zwei ehrende Erwähnungen beim Concurso Fotográfico Américas (1981), den Großen Spezialpreis der Jury in Cartagena und den Ersten Preis beim Wettbewerb der FAO in Santo Domingo.
Neben Artikeln über Fotografie in Zeitschriften wie El Caribe, Hoy und Listín Diario veröffentlichte er sechs Bücher zur Theorie und Praxis der Fotografie, darunter La Catedral del Bosque (1981), Algo de mí (1974) und Fotografía, un Arte para nuestro Siglo (1982). Eine Ausstellung seiner Werke fand 2009 in Santo Domingo statt.